# ムルマンスク軌道
ムルマンスク軌道（Мурманский трамвай）は、かつてソビエト連邦（現：ロシア連邦）の都市・ムルマンスクに存在した軽便鉄道の名称。同都市が創設されるきっかけとなったムルマンスク港から市内への物資輸送を主体とし、1918年から1934年まで運行された。この項目では、計画のみに終わったムルマンスク市内の路面電車についても解説する。

## 概要・歴史
北極圏に位置するロシアの都市・ムルマンスクは、第一次世界大戦の中でロシア帝国が同盟国（イギリスやフランス）からの物資を受け入れるために創設されたムルマンスク港（Морской порт）や、それ以前から計画されていたムルマンスク駅といった交通・物流拠点を中心とした開発計画に基づき、帝政時代で最後に創設された港湾都市である。その後に勃発したロシア革命期もイギリスやフランスなどの連合国軍は引き続きムルマンスクに駐留し、赤軍との戦いを続けていた。ムルマンスク軌道はその中でムルマンスク港から各地の倉庫への物資輸送を目的として1918年に建設された軌間600 mmの軽便鉄道で、イギリス軍の指揮の元、赤軍の捕虜によって敷設が行われた。同軌道では開業時から内燃動力が用いられ、開業に備えてイギリス製のガソリン機関車が7両（20馬力：5両、40馬力：2両）が導入された。
1919年10月にイギリスを始めとした連合国がムルマンスクから撤退し、翌1920年にムルマンスクの実権がボリシェヴィキの元に戻されて以降も、ムルマンスク軌道は引き続き重要な輸送機関として運行を続けた。当時のムルマンスク市では馬車が存在せず、港から市内中心部への水や薪、食料などの物資輸送においてムルマンスク軌道は大きな役割を担っており、冬季にはムルマンスク市民の便乗も行われていた。更に1920年代初頭には利便性の高さが評価されたことでムルマンスク郊外への延伸計画案が提出され、1926年には本格的な旅客・手荷物輸送の構想も発表された。1930年代初頭の時点でムルマンスク軌道の路線網は開業時の約3倍に拡大していた。
だが、1930年代に入るとロシア革命期に敷設された線路や施設の老朽化が顕著となり、車両についても機関車の老朽化や修理部品不足が大きな問題となっていた。更にソビエト連邦（ソ連）の計画経済の中でムルマンスク軌道に適した新造車両の生産も行われない事が確定した。そして1931年、ムルマンスク市の開発計画委員会は同市の今後の公共交通はバスなど自動車を主体とする事を決定し、1934年7月8日をもってムルマンスク軌道の廃止が発表された。その後も一部区間は各種施設の建設用に使われていたものの、最終的に1930年代の終わりまでに全ての線路が撤去されている。

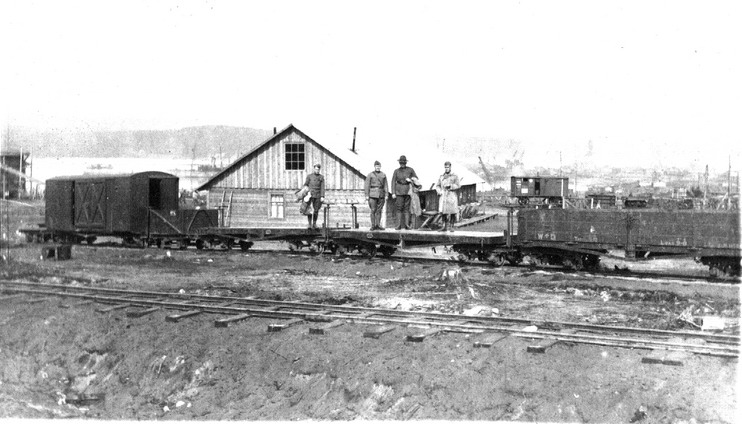
貨車（1919年撮影）
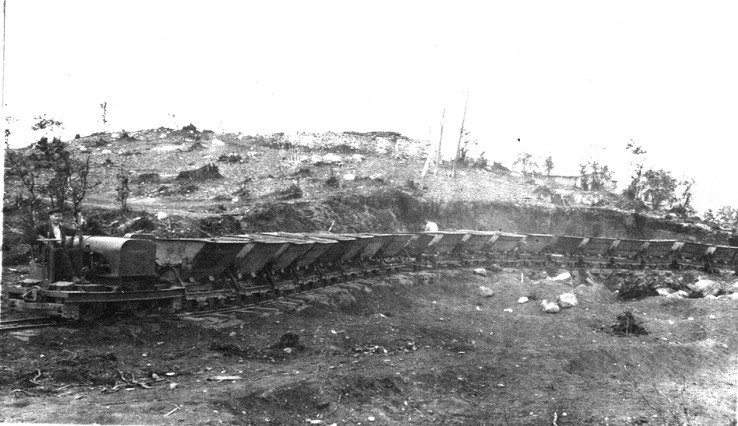
ホッパ車（1919年撮影）
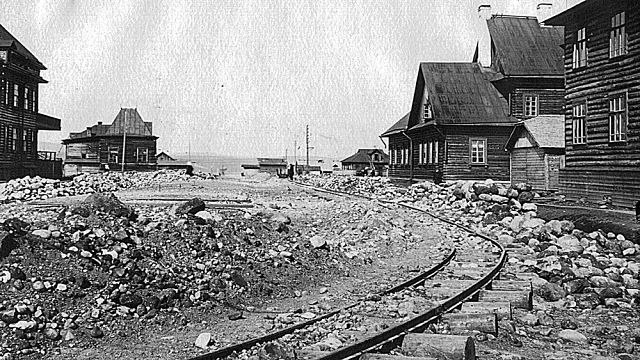
線路（1920年撮影）

## 路面電車建設計画
ムルマンスク軌道が敷設される以前、都市計画が始動した1915年時点で、ムルマンスク市には将来の都市の発展や人口増加を見据えた路面電車の建設計画が存在しており、8両の2軸車により最短10分間隔での運行が予定されていた。だが、ロシア革命の影響で計画は頓挫し、実現する事はなかった。ただ、ソ連成立後も同市当局は将来的な人口増加に合わせて路面電車の建設も想定している旨を発表し、第二次世界大戦（大祖国戦争）を経た1946年にはムルマンスク市の基幹交通として路面電車を建設する計画が再度発表されたが、翌1947年にトロリーバスの建設計画へと変更された。そのため2020年現在もムルマンスク市内に路面電車は存在しない。一方、このトロリーバス計画については1962年に開通したムルマンスク・トロリーバスとして実現しており、2020年現在もムルマンスク市の重要な公共交通機関、そして世界最北端のトロリーバス路線として運行を続けている。